# لوله تیل

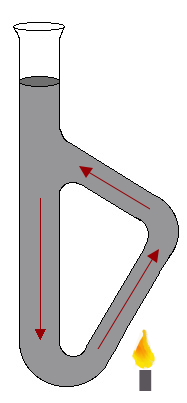
در تصویر بالا جریان همرفت ایجاد شده با فلش‌های قرمز نشان داده شده‌است.

لوله تیل(به انگلیسی: Thiele tube) یکی از ابزار آزمایشگاهی شیشه‌ای  است که معمولاً برای تعیین نقطه ذوب و جوش مواد مورد استفاده قرار می‌گیرد.این ابزار آزمایشگاهی به افتخار شیمیدان آلمانی یوهانس تیل (به آلمانی: Friedrich Karl Johannes Thiele)نامگذاری شده‌است.این ابزار شباهت زیادی به لوله آزمایش دارد با این تفاوت که یک لوله رابط مانند یک دسته قسمت پایینی و میانی لوله را به هم متصل می‌کند.

## عملکرد
ویژگی مهم این ابزار ایجاد یک حمام روغن یا آب با دمای تقریباً ثابت است به این ترتیب که با حرارت دادن ملایم به دسته لوله یک جریان همرفت ایجاد می‌شود که باعث ثابت ماندن دما در کل مایع می‌شود.